# Kalirin
Kalirin‏ (Kalirin RhoGEF kinase) هوَ بروتين يُشَفر بواسطة جين Kalirin في الإنسان.